# 페드로 카무스
페드로 카무스 페레스(스페인어: Pedro Camus Pérez, 1955년 6월 13일, 칸타브리아 주 산탄데르 ~)는 스페인의 전직 축구 선수이다. 그는 1976년 하계 올림픽에 스페인 선수단의 일원으로 참가했다.